# 隔山有眼
《隔山有眼》（英語：The Hills Have Eyes）是一部1977年上映的美国恐怖電影，由韦斯·克拉文编剧、导演并剪辑，主演有苏珊·兰尼尔、迈克尔·贝里曼和迪·華勒斯。影片讲述了卡特一家人在内华达州沙漠中抛锚后，遭遇一群食人野人袭击的恐怖故事。
继韦斯·克拉文导演处女作《魔屋》（1972年）之后，制片人彼得·洛克有意资助一部风格类似的影片。克拉文的剧本灵感来源于蘇格蘭传说中的食人恶魔索尼·宾恩，他认为这个故事揭示了所谓文明人也可能堕落为野蛮的本质。该片还受到约翰·福特执导的《愤怒的葡萄》（1940年）和陶比·胡柏的《德州電鋸殺人狂》（1974年）的影响。影片拍摄地位于莫哈維沙漠。剧组起初对该项目兴趣不高，但在克拉文的热情感染下逐渐投入，自信正在创作一部非凡的作品。
《隔山有眼》在票房上获得了2500万美元的佳绩，还催生了一个电影系列。系列的所有续作均有克拉文参与制作。本片于1988年发行VHS版本，后续也陆续发行了DVD和藍光光碟版本；唐·皮克为该片创作的配乐也以CD和黑胶的形式发行。影片收获了大多正面的评价，称赞其紧张的叙事节奏和黑色幽默。一些评论认为影片包含了对道德和美国政治的隐喻，自此成为一部邪典经典之作。

## 剧情
卡特一家在度假途中驾车拖着房车前往圣地亚哥。父母鲍勃和埃塞尔开车，同行的还有孩子们鲍比、布伦达、大女儿琳恩、琳恩的丈夫道格、琳恩与道格的女婴凯瑟琳，以及家中的两只狗“美女”和“野兽”。
到了内华达州，他们在弗雷德的绿洲加油站加油。弗雷德提醒他们离开时要走主干道。途中，一只狗跑进了商店，引琳恩进入弗雷德的住处，在那里她注意到一些赃物。最后时刻，弗雷德建议他们离开主路，往前几英里处左转穿越山丘，那里的风景更美。
卡特一家选择了这条风景路线，却因道路上埋有尖刺导致轮胎爆裂，车辆失控冲出道路发生撞车。狗变得警觉，焦躁不安，对着山丘狂吠。随后“美女”冲入山中。鲍比追赶，发现牠的尸体被严重撕裂，惊恐之下逃跑时跌倒失去意识。
鲍勃步行返回弗雷德的绿洲寻求帮助。天黑后，他找到弗雷德，弗雷德讲述了儿子“木星”的故事。木星小时候杀死家中的牲畜，后来还杀了自己的妹妹。弗雷德曾用撬胎棒袭击木星，将其遗弃在山中，木星却活了下来，与堕落的酗酒妓女“妈妈”生了三个儿子——“火星”、“冥王星”和“水星”，还有一个受虐的女儿“露比”。这家人由“木星爸爸”带领，以吃旅人和盗取物资为生。这时木星突然破窗而入，用撬胎棒杀死了弗雷德，将鲍勃绑走钉在十字架上。
布伦达找到鲍比，他仍被“美女”的死吓得不轻。他们一起返回房车，鲍比没有提及“美女”的死，以免吓到其他人。冥王星潜入房车，向木星发出信号，木星将鲍勃点火燃烧作为诱饵。布伦达和凯蒂留在车内，而埃塞尔、琳恩、道格和鲍比跑出去救鲍勃。虽然火最终被扑灭，但鲍勃伤重不治。
当他们扑灭火焰之际，冥王星与火星洗劫房车，冥王星强奸了布伦达。埃塞尔与琳恩返回时被火星枪击，琳恩当场死亡，埃塞尔重伤。冥王星带走凯蒂打算让家人吃掉她。听到尖叫，道格与鲍比当即返回，只见琳恩身亡，埃塞尔奄奄一息，布伦达精神受创。
火星和冥王星返回山洞住所。“野兽”将水星推下山崖摔死。妈妈将露比锁在洞外，折磨她，强迫她吃下“美女”的尸体，作为她同情卡特一家的惩罚。第二天一早，埃塞尔死去后，道格出发去寻找凯蒂，而木星和冥王星则计划杀光剩下的卡特家人。
“野兽”咬断了冥王星的喉咙。道格到达洞穴，看见露比击晕了妈妈，然后带着凯蒂逃跑。道格追上了露比，但火星紧随其后袭击道格。火星占了上风，但露比出手为道格制造了反击机会。最终，道格残忍地刺死了火星，甚至在他死后还继续猛刺，而露比在一旁哭泣。

## 演员
- 马丁·斯皮尔（Martin Speer） 饰 道格·伍德（Doug Wood）
- 苏珊·兰尼尔（Susan Lanier） 饰 布伦达·卡特（Brenda Carter）
- 罗伯特·休斯顿（Robert Houston） 饰 鲍比·卡特（Bobby Carter）
- 布伦达·马里诺夫（Brenda Marinoff） 饰 婴儿凯蒂·伍德（Baby Katy Wood）
- 弗吉尼亚·文森特（Virginia Vincent） 饰 埃塞尔·卡特（Ethel Carter）
- 迪·華勒斯（Dee Wallace） 饰 琳恩·伍德（Lynne Wood）
- 拉斯·格里夫（Russ Grieve） 饰 鲍勃·卡特（Big Bob Carter）
- 科迪·克拉克（Cordy Clark） 饰 妈妈（Mama）
- 贾纳斯·布莱思（Janus Blythe） 饰 露比（Ruby）
- 迈克尔·贝里曼（Michael Berryman） 饰 冥王星（Pluto）
- 詹姆斯·惠特沃斯（James Whitworth） 饰 木星爸爸（Papa Jupiter）
- 兰斯·戈登（Lance Gordon） 饰 火星（Mars）
- 彼得·洛克（Peter Locke，署名为亚瑟·金 Arthur King） 饰 水星（Mercury）
- 约翰·斯泰德曼（John Steadman） 饰 弗雷德（Fred）